# 효익태후
효익황태후 오씨(孝翼皇太后 吳氏, 홍무 30년 5월 16일(1397년 6월 19일) ~ 천순 5년 12월 16일(1462년 1월 16일))는 선덕제의 측실이자 경태제의 생모이다. 진강부(鎭江府) 단도현(丹徒縣) 출신이고, 아버지는 오안(吳安)이다.

## 생애
오씨는 영락 10년(1412년)에 액정(掖庭)으로 입궁하였다. 선덕제 즉위 후에는 선덕제의 눈에 들어와 합궁하게 된다. 선덕 3년(1428년)에 황자 주기옥(朱祁鈺)을 출산하고나서, 같은 년에 현비(賢妃)로 책봉이 된다.
정통 14년(1449년)에 토목의 변이 일어나자, 아들인 주기옥이 경태제로 즉위하게 되고, 현비 오씨는 황태후로 격상하게 된다. 그러나 경태 8년(1457년)에 탈문의 변으로 인하여, 경태제가 폐위를 당하자, 선묘현비(宣廟賢妃)로 격하하게 된다. 그리고 5년이 지난 천순 5년 12월 16일(1462년 1월 16일)에 오씨는 붕어하게 된다.
약 150년 후인 숭정 17년(1644년)에 남명의 홍광제가 즉위하고 나서, 건문제와 경태제의 지위를 복원할 때, 현비 오씨도 황태후로 복원되었다.

## 시호, 능호
오씨 사후 천순 6년(1462년)에 영사현비(榮思賢妃)로 추시되었지만, 숭정 17년(1644년)에 홍광제가 복원을 하게 되면서 효익온혜숙신자인광천석성황태후(孝翼溫惠淑愼慈仁匡天錫聖皇太后)로 추시되었다. 능호와 능묘는 불명이고, 태묘에는 합장하지 못했다.